# Eitzing
Eitzing é um município da Alta Áustria, no distrito de Ried im Innkreis, na região de Innviertel. Em 2008 tinha uma população de 728 habitantes.

## Geografia

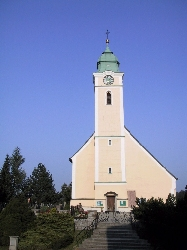
Igreja Paroquial de Eitzing.

O município tem cerca de 4,6 km de norte a sul e 4,3 km de este a oeste, com uma área total de 8,62 km², da qual 13,8% é florestal e 77% são utilizados para a agricultura. Compreende as aldeias de Bankham, Ertlberg, Hofing, Kirchberg, Obereitzing, Probenzing, Sausack, Untereitzing, Ursprung e Wöppelhub.

## História
O actual município foi fundado em 1881. Na colina de Obereitzing existia já no século XII o castelo do nobre Itzing, que se encontra em ruínas desde o século XVII. O castelo e domínios permaneceram até finais do século XV na posse dos senhores de Eitzing. A Igreja de Eitzing é desde a Idade Média até à actualidade destino de peregrinos.